# 田中淳一 (俳優)
田中 淳一（たなか じゅんいち、1921年 - 1977年7月3日）は、福岡県出身の俳優、コメディアン。
本名は田中 久之。師は森川信。

## 出演作品

### テレビドラマ
- パッチリ天国（1958年、OTV）
- スチャラカ社員（ABC）
  - 第14話「泣き面に蜂」（1961年）
  - 第165話「怨みは深し」（1964年）
- 眉月の誓い（1962年、NHK）
- てなもんや三度笠（ABC）
  - 第24話「白須賀の関取」（1962年）
  - 第61話「両国の取的」（1963年）
  - 第92話「尼崎の尼寺」（1964年）
  - 第117話「秋吉の洞窟」（1964年）
  - 第140話「守礼の門」（1965年）
  - 第156話「堀江の角力場」（1965年）
  - 第166話「木の芽峠の活劇」（1965年）
  - 第217話「青森の求職」（1966年）
  - 第218話「奥入瀬の襲撃」（1966年）
  - 第219話「十和田湖畔」（1966年）
  - 第220話「発荷峠の惨劇」（1966年）
  - 第224話「花巻の観音堂」（1966年）
  - 第225話「北上の水難」（1966年）
  - 第226話「平泉の切腹」（1966年）
  - 第228話「塩釜の水色」（1966年）
- 特別機動捜査隊 第89話「恋と金と魔女」（1963年、NET）
- グーチョキパー（1964年 - 1968年、CX）
- タケダアワー / ウルトラQ 第17話「1/8計画」（1966年、TBS） - 太った男 ※「田中順一」と誤記
- 三匹の侍 第4シリーズ 第11話「小仏峠まかり通る」（1966年、CX）
- 快獣ブースカ 第31話「飛んで来た遊園地」（1967年、NTV） - 成金社長
- 泥棒育ちドロボーイ（1968年、NTV）
  - 第1話「盗って兜の緒を締めろ」
  - 第4話「面は異なもの」
- 水葬記（1968年、KBC）
- 金曜劇場 / 東京バイパス指令 第28話「街の野獣」（1969年、NTV）
- 不二家の時間 / 青空にとび出せ! 第24話「ヒットラー、お前は誰だ?!」（1969年、TBS）
- 無用ノ介 第19話「明日に生きる無用ノ介」（1969年、NTV） - 大徳 ※未放送
- 木下恵介アワー（TBS）
  - たんとんとん 第18話（1971年） - 山中
  - 幸福相談 第4話（1972年）
- 変身忍者 嵐 第17話「忍者屋敷! 怪人ドクダヌキ!!」（1972年、MBS） - 傀儡師（ドクダヌキ人間態）
- 家光が行く 第6話「仇討ち愚連隊」（1972年、NTV） - 梶原多門
- 子連れ狼 (萬屋錦之介版) 第一部 第26話「大五郎絶唱」（1973年、NTV）
- どっこい大作 第42話「ヘラ一本男の旅だ!!」（1973年、NET）
- プレイガールQ 第1話「命知らずの牝猫（めねこ）たち」（1974年、12ch）
- 座頭市物語 第10話「やぐら太鼓が風に哭いた」（1974年、CX）
- 大江戸捜査網 第3シリーズ 第178話「男涙の離縁状」（1977年、12ch）※遺作

### 映画
- 続番頭はんと丁稚どん（1960年、松竹京都撮影所） - 谷使河原家の執事
- 君も出世ができる（1964年、東宝） - 東和観光重役
- 覗かれた個室（1964年、三協）
- 自動車泥棒（1964年、東宝） - 大沢師
- 日本一のゴリガン男（1966年、東宝） - 大黒
- ザ・タイガース 世界はボクらを待っている（1968年、東宝） - 秘密警察員
- 温泉おさな芸者（1973年、東映） - 中田
- 処女かまきり（1973年、東映京都撮影所）※未公開
- ルパン三世 念力珍作戦（1974年、東宝） - 大口実六

### 人形劇
- ネコジャラ市の11人（1970年 - 1973年、NHK） - ドカ・ベン太郎